# Изабелла Английская
Изабе́лла Англи́йская (англ. Isabella of England; 1214 — 1 декабря 1241) — английская принцесса из династии Плантагенетов, дочь короля Англии Иоанна Безземельного и Изабеллы Ангулемской. Третья жена императора Священной Римской империи Фридриха II и его последняя жена, брак с которой был признан Церковью.

## Биография

### Ранние годы
Изабелла появилась на свет примерно в 1214 году и была второй дочерью и четвёртым ребёнком из пятерых детей короля Англии Иоанна Безземельного и его второй жены Изабеллы Ангулемской. Точная дата рождения принцессы неизвестна, а год рассчитывается исходя из того, что Матвей Парижский сообщал, что замуж Изабелла выходила на 21 году жизни. К моменту рождения Изабеллы между её родителями уже росло отчуждение, и большую часть времени принцесса проводила с матерью. После смерти Иоанна в 1216 году маленькая принцесса осталась на полном попечении матери и находилась при ней вплоть до 1220 года, когда Изабелла Ангулемская снова вышла замуж.
Воспитанием принцессы с раннего возраста занималась «няня и гувернантка» Маргарет Байсет, получавшая за свои услуги начиная с 1219 года по приказу короля Генриха III один пенни в день «из рук виконта Херефорда»; Маргарет же сопровождала Изабеллу в Германии шестнадцать лет спустя, когда принцесса вышла замуж. Услуги остальных слуг принцессы (повара, конюха и других) также оплачивал король, по его же приказу, когда слуги сестры уходили на пенсию, им назначался щедрый пенсион. Первые годы жизни Изабеллы прошли в Глостерском замке. Позднее, когда закончились проблемы, сопровождавшие ранние годы правления брата принцессы, Изабеллу перевезли ко двору, первое время располагавшегося в Вудстоке, а затем — в Вестминстере. Время от времени юная принцесса с семьёй посещала другие королевские резиденции: Уинчестер, Мерлеберг, Нортгемптон, Йорк и другие.

### Юность
В июне 1220 или 1221 года старшая сестра Изабеллы, Джоан, была обручена с королём Шотландии Александром II, и согласно брачному договору, в случае, если Джоан не успевала вернуться в Англию к Михайлову дню (29 сентября), в течение двух недель после этого Александр II должен был жениться на Изабелле. Дважды в течение последующих десяти лет король Генрих III пытался выдать замуж свою сестру — вероятно, Изабеллу: сначала в 1225 году принцессу прочили в жёны королю Германии Генриху VII, который десять лет спустя стал пасынком Изабеллы, а затем — французскому королю Людовику IX.
Чем старше становилась Изабелла, тем больше она любила уединение. В ноябре 1229 года она с разрешения брата отбыла в замок Мерлеберг, ставший её резиденцией; в это время в замке завершалась реконструкция, и Генрих III велел констеблю замка позволить сестре выбрать любые покои, какие она пожелает. Отношения между братом и сестрой были весьма тёплыми, и король несколько раз навещал Изабеллу: он побывал в Мерлеберге во время празднования свадьбы «девицы Кэтрин», служившей Изабелле, а также посетил сестру в 1231 и 1232 годах в Глостерском замке. 13 ноября 1232 года Генрих III послал своего личного портного к сестре, чтобы тот пошил ей новый гардероб.
Рождество того года король также встречал с Изабеллой; он послал ей три лучших блюда со своего стола и одарил множеством даров, а затем на протяжении нескольких месяцев посылал ей предметы, необходимые для обустройства собственной часовни принцессы. Провизией Изабеллу и её гостей обеспечивали «двое или трое достойных мужчин» из Глостера, при этом вино и оленину сестре регулярно отправлял король, предоставивший в пользование Изабеллы также одного из своих поставщиков рыбы. Королевского капеллана Уорина, служившего Изабелле, также предоставил сестре король. Летом 1232 года Изабелла вернулась в Мерлеберг.

### Брак
В 1234 году Изабелла покинула уединение и поселилась в Тауэре. В ноябре дважды овдовевший император Священной Римской империи Фридрих II получил совет папы Григория IX попросить руки Изабеллы, и в феврале 1235 года он направил к королю Генриху III посольство во главе со своим канцлером Пьетро делла Винья. Брак Изабеллы и Фридриха был призван укрепить политический альянс Англии и Священной Римской империи против Франции. После трёхдневного обсуждения Генрих дал согласие на брак; Изабелла была привезена из своих покоев в Тауэре в Вестминстер, где встретилась с послами, которые «объявили её наиболее достойной из императорских невест», надели обручальное кольцо ей на палец и приветствовали как императрицу.
22 февраля 1235 года был подписан договор, по которому Генрих III назначал сестре приданое в тридцать тысяч марок, которое должно было быть выплачено в течение двух лет, и в качестве свадебного подарка давал ей всю необходимую утварь, драгоценности, лошадей и богатые одежды, сшитые по последней германской моде; также принцессе были переданы патентные письма от императора, передававшие Изабелле как королеве Сицилии и императрицы Священной Римской империи во владения полагавшиеся ей земли. 27 февраля сторонами был подписан и завизирован брачный договор. Брак дочери английского короля с римским императором был воспринят с восторгом как королём, так и простым народом, хотя последний был сильно разочарован огромной «помощью», требовавшейся от него по этому случаю.
В начале мая 1235 года архиепископ Кёльнский Генрих I фон Мульнарк и герцог Брабантский Генрих I прибыли в Англию, чтобы переправить невесту на её новую родину; Изабелла отбыла из Лондона 7 мая под их опекой и опекой епископа Эксетерского Уильяма Брюэра. Братья принцессы сопровождали её в пути от Кентербери к Сануиджу, откуда Изабелла отплыла 11 мая; четыре дня спустя они высадились в Антверпене. Перед отъездом Изабеллы из Англии послы императора поклялись Генриху III, что в случае кончины императора до заключения брака с принцессой, она беспрепятственно и в полной безопасности вернётся домой. Ходили слухи, что в пути враги императора, состоявшие в союзе с французским королём, пытались похитить Изабеллу, однако эскорт, предоставленный Фридрихом II, смог защитить принцессу. 22 или 24 мая она прибыла в Кёльн и остановилась в доме пробста святого Гереона, где принцессе пришлось провести шесть недель, пока император воевал с собственным сыном.

### Супруга императора
После шестинедельного ожидания Фридрих II вызвал невесту в Вормс, где Изабелла и Фридрих II обвенчались и молодая императрица была коронована в Вормсском соборе архиепископом Майнца Зигфридом III фон Эппштейном. Касательно даты этого двойного события исследователи расходятся во мнениях: биограф Элисон Уэйр и Мэри-Энн Эверетт Грин датируют его 20 июля 1235 года, Кейт Норгейт, автор статьи об Изабелле в «Национальном биографическом словаре», пишет о воскресенье, 15 июля, Джеймс Пентон указывает обе даты как возможные. Свадебные торжества длились четыре дня, и, как говорят, на них присутствовали четыре короля, одиннадцать герцогов, тридцать графов и маркграфов и не меньшее число прелатов и мелких дворян. 14 августа Фридрих созвал ассамблею, на которую были приглашены представители со всей империи; они познакомились с новой императрицей и принесли ей свои поздравления. Изабелла — или Елизавета, как её называли некоторые из подданных её мужа — кажется, была очень достойной и красивой женщиной. Фридрих II был в восторге от супруги, но сразу после свадьбы от избавился от английского эскорта Изабеллы «обоих полов», оставив при ней только Маргарет Байсет и одну горничную, и перевёз её в уединение в Хагенау, где провёл с женой большую часть зимы. Ранее отбыло на родину английское посольство, прибывшее вместе с Изабеллой; своему королю они везли дары от императора, среди которых были три живых леопарда — животные, изображённые на гербе английского короля.
Вскоре после свадьбы Фридрих был вынужден уехать и оставить жену на попечении сына Конрада. В начале 1236 году Изабелла с супругом посетила Равенну; часть года императорская чета провела в Италии, после чего вернулась в Германию. Уже будучи в браке, Изабелла продолжала поддерживать отношения с братом-королём: они вели регулярную переписку, в которой общались настолько тепло, насколько позволял строгий этикет. Тёплую переписку с Генрихом III вёл и сам император, но имя его жены упоминалось в письмах изредка и только касательно политических вопросов. В июле Фридрих вёл подготовку к военной кампании и был вынужден оставить жену в Германии почти на год.
К Михайлову дню Фридрих вернулся в Ломбардию, куда вызвал жену и где провёл с ней зиму. В сентябре 1238 года Фридрих отправил жену в Андрию, где Изабелла оставалась до декабря, когда архиепископ Палермский сопроводил её обратно в Ломбардию. В начале 1239 года Изабелла провела некоторое время в Ноенте, пока её муж находился в Падуе; в феврале 1240 года она вернулась в Южную Италию, куда вскоре прибыл и император. Фридрих II, кажется, уважал и любил супругу, но в странной манере: заботясь о её безопасности и окружая её роскошью и великолепием, но держа при этом на расстоянии от себя. Кроме того, Джеймс Пентон пишет о том, что императрице запрещалось общение со всеми мужчинами, кроме окружавших её евнухов. Царственный брат Изабеллы, Генрих III, жаловался, что его сестре никогда не разрешалось «носить её корону» публично или появляться в качестве императрицы на государственных встречах, а в 1241 году, когда её второй брат, Ричард Корнуоллский, отправился навестить Фридриха по пути со Святой земли, только «через несколько дней» он смог «с разрешения императора и по его доброй воле» посетить покои сестры, при этом самой Изабелле супруг не позволил встретиться с братом при дворе.
Изабелла скончалась в Фодже близ Неаполя в 1241 году. Уэйр называет датой смерти Изабеллы 1 или примерно 6 декабря, тогда как Норгейт и Эверетт Грин считают, что императрица скончалась 1 декабря; причиной смерти Изабеллы исследователи называют неудачные роды. Фридрих II в момент смерти жены находился в Фаэнце, и предсмертными словами Изабеллы была просьба к супругу, чтобы он и дальше поддерживал дружеские отношения с её братом-королём. Изабелла была похоронена с почестями в Кафедральном соборе Андрии рядом со второй женой Фридриха II Иолантой Иерусалимской.
Король Генрих III был глубоко опечален и шокирован смертью сестры. Он приказал своему олмонеру раздать «ради души императрицы, нашей почившей сестры» в качестве милостыни более 200 фунтов в Оксфорде и Осприндже; такая же сумма была роздана Лондоне и Виндзоре. Матвей Парижский, сокрушаясь о смерти Изабеллы, называл её «славой и надеждой Англии».

## Потомство
Различные источники называют разное количество, имена и даты рождения детей Изабеллы.
Кейт Норгейт называет троих детей: Маргарита (р. в феврале 1237 года), Генрих (18 февраля 1238 года — 1254) и ребёнок, который умер во время родов в декабре 1241 года. Более поздние исследователи называли первым ребёнком Изабеллы сына Иордана (р. 1236), однако Норгейт считает, что современные Изабелле источники этого не подтверждают; более того, о рождении Маргариты император объявил своим итальянским подданным, из чего следует, что она была первым ребёнком четы. Норгейт пишет, что Генрих после смерти отца стал титулярным королём Иерусалима, а Маргарита была замужем за Альбрехтом II, ландграфом Тюрингии, и стала прародительницей Саксен-Кобург-Готской династии.
Элисон Уэйр называет имена предполагаемых четверых детей Изабеллы: Иордан (?; р. и ум. в 1236 году), Агнес (родилась и умерла в 1237 году), Генрих (титулярный король Иерусалима; 1238—1253) и Маргарита (супруга ландграфа Тюрингии Альбрехта II; 1241—1270). Уэйр пишет о смерти Изабеллы во время родов, однако не сообщает о том, что произошло с ребёнком. Возможно, этим ребёнком была Маргарита.
Мэри-Энн Эверетт Грин пишет о рождении Изабеллой следующих детей: Иордан (р. и ум. 1236), Агнес (р. и ум. 1237), Генрих (р. 18 февраля 1238) и Маргарита (р. 1 декабря 1241).
Джеймс Пентон пишет о рождении Изабеллой четырёх или пяти детей, но не называет их имён.

## Комментарии
1. ↑  Джоан ранее была обручена с Гуго X де Лузиньяном, за которого в конечном итоге вышла замуж её мать, и находилась во Франции.
2. ↑  Обе сестры принцессы уже были замужем: Джоан за шотландским королём, Элеонора — за графом Пембрука.
3. ↑  Переговоры завершились очень быстро из-за того, что против брака выступил отец жениха, император Фридрих II[10].
4. ↑  Брак должен был скрепить договор, заключённый между Генрихом III и Людовиком IX, согласно которому один из королей должен был жениться на сестре другого[11].
5. ↑  Религиозное лицо, ведающее раздачей милостыни.